# Airwaves
Airwaves — восьмий студійний альбом англійської групи Badfinger, який був випущений у березні 1979 року.

## Композиції
1. Airwaves — 0:29
2. Look Out California — 3:27
3. Lost Inside Your Love — 2:42
4. Love Is Gonna Come at Last — 3:37
5. Sympathy — 4:28
6. The Winner — 3:26
7. The Dreamer — 5:20
8. Come Down Hard — 3:48
9. Sail Away — 3:31

## Склад
- Піт Хем: гітара, клавішні, вокал
- Джої Моленд: гітара, вокал
- Том Еванс: бас, вокал
- Майк Гіббінс: ударні, вокал

## Чарти
| Чарт (1979)       | Найвища позиція |
| ----------------- | --------------- |
| США Billboard 200 | 125             |